# جيمس فريدريك تومسون
جيمس فريدريك تومسون (بالإنجليزية: James Frederick Thompson)‏ هو سياسي نيوزلندي، ولد في 1884، وتوفي في 1966.